# Битва при Вероні
Битва при Вероні (402 або 403 рік) — битва в передгір'ях Центральних Альп на півночі Італії , яка велась між армією Західної Римської імперії, під керівництвом Стіліхона та Аларіх на чолі готів.
Битва відбулася в ході першого вторгнення готських племен під керівництвом вождя Аларіха в Італію. Римська армія під командуванням Стиліхона в кровопролитній битві при Полленції в квітні 402 року захопила обоз готів і сім'ю Аларіха, після чого готи були змушені укласти мирну угоду з імперією. Однак влітку того ж року або в наступному році відбулася битва під Вероною, в якому римлянам вдалося загнати готів в гори і примусити їх покинути Італію.

## Передісторія битви
Основна передісторія битви під вероною описанна у статтях про битву при Поленції. Починаючи з 395 року готські племена, під керівництвом вождя Алларіха, почали вести боротьбу проти римлян. Армія Західно-Римської імперії в цей час була залучена в придушення виступів варварів на верхньому Дунаї. Проникнувши без особливого опору в Італію в районі Юлійських Альп (гірський хребет на кордоні Італії та Словенії), готи розгромили імперські війська на річці Тімаво, потім взяли в облогу Медіоланум (суч. Мілан), столицю Західної імперії, в якій перебував імператор Гонорій. Командувач військами Західної Римської імперії Стиліхон з армією перейшов через Альпи в Італію і на початку березня 402 року відігнав Алариха від Медіоланум.
У битві при Полленції Аларіх втратив обоз, римляни захопили його сім'ю і звільнили римських бранців. Однак готи були розгромлені, вони відступили на південь, сховавшись в гірських районах Апеннін. Стиліхон слідував і перехопив його на північ від столиці; але замість того, щоб ризикувати іншою битвою, Стиліхон запропонував Аларіку значну субсидію в обмін на швидкий відхід готів з Італії.
Римський поет Клавдіан (основне джерело по першому походу Алариха в Італію 401-403 роках) звинувачує в зриві угоди Аларіха, в результаті чого під Вероною відбулося чергове бій. За словами Клавдіана саме ця битва зіграла вирішальну роль у вигнанні готів з Італії.

## Битва
Згідно з договором Аларіх привів свою армію на північ, і перетнув річку По.
Всі описи битви виходять з рядків Клавдиана:
|  | Договір порушений. Стіліхон з повною готовністю до бою готовністю з'явився на місці конфлікту, який стався далеко від Риму... Стіліхон розташував війська в кожному місці, навіть де ворог не чекав їх ... Якщо стомлені ряди солдатів давали слабину, Стіліхон кидав в бій союзних варварів, не турбуючись про їхні втрати. Таким чином він хитромудро послаблював люті племена з Дунаю, зіштовхуючи одне плем'я з іншим ... |

Пройшовши через річку, Аларік почав планувати нове вторгнення до Західної імперії, цього разу через Рейн - у Галлію. Стиліхо, який був інформований про плани та пересування Аларіха шпигунами в готичному таборі, вважав себе звільненим від договору, і посадив засідку для готів у гірськи перевалах від Галлії до Ретії, що лежав на наміченому шляху Аларіка. Варвари опинилися в пастці в гірських долинах поблизу Верони, оточені з усіх боків силами Стиліхона. У наступному бою, названому на честь сусіднього міста, армія Аларіка зазнала великих втрат, хоча сам король зумів прорватися через римські лінії, щоб встановити свій стандарт на сусідньому пагорбі, за яким слідували його сміливі солдати. На думку критиків, Аларік зі своєю скороченою армією був у досить поганому стані, тому що його армія була знищена, назавжди припинивши серйозну загрозу Західній і Східній Римським імперіям .
Клавдіан завершує свою розповідь про доблесть Стиліхон під Вероною тим, що Аларіх біг від римлян.